# Communauté de communes du Pays de Lafrançaise
Die Communauté de communes du Pays de Lafrançaise ist ein französischer Gemeindeverband mit der Rechtsform einer Communauté de communes im Département Tarn-et-Garonne in der Region Okzitanien. Sie wurde am 4. November 2016 gegründet und umfasst elf Gemeinden. Der Verwaltungssitz befindet sich im Ort Lafrançaise.

## Historische Entwicklung
Der Gemeindeverband entstand mit Wirkung vom 1. Januar 2017 durch die Fusion der Vorgängerorganisationen
- Communauté de communes du Sud Quercy de Lafrançaise und
- Communauté de communes des Terrasses et Plaines des Deux Cantons.

Der Gemeindeverband änderte zum 1. Januar 2023 seinen bisherigen Namen Communauté de communes Coteaux et Plaines du Pays Lafrançaisain auf den aktuellen.

## Mitgliedsgemeinden
| Gemeinde                                      | Einwohner 1. Januar 2022 | Fläche km² | Dichte Einw./km² | Code INSEE | Postleitzahl |
| --------------------------------------------- | ------------------------ | ---------- | ---------------- | ---------- | ------------ |
| Barry-d’Islemade                              | 931                      | 11,35      | 82               | 82011      | 82290        |
| L’Honor-de-Cos                                | 1.608                    | 32,07      | 50               | 82076      | 82130        |
| Labarthe                                      | 390                      | 23,24      | 17               | 82077      | 82220        |
| Labastide-du-Temple                           | 1.137                    | 10,92      | 104              | 82080      | 82100        |
| Lafrançaise                                   | 2.839                    | 50,82      | 56               | 82087      | 82130        |
| Les Barthes                                   | 586                      | 8,20       | 71               | 82012      | 82100        |
| Meauzac                                       | 1.464                    | 11,77      | 124              | 82108      | 82290        |
| Montastruc                                    | 297                      | 4,67       | 64               | 82120      | 82130        |
| Piquecos                                      | 455                      | 7,79       | 58               | 82140      | 82130        |
| Puycornet                                     | 772                      | 27,46      | 28               | 82144      | 82220        |
| Vazerac                                       | 767                      | 32,68      | 23               | 82189      | 82220        |
| Communauté de communes du Pays de Lafrançaise | 11.246                   | 220,97     | 51               | –          | –            |